# Vittorio Storaro
Vittorio Storaro (Róma, 1940. június 24. –) olasz operatőr.

## Élete
Storaro 11 évesen kezdett el fényképezni, és 18 évesen beiratkozott egy olasz állami filmes iskolába operatőr szakra. Nagyon sok évig kamera operatőrként dolgozott, miután az első önállóan fényképezett filmjét megkaphatta a Giovinezza, Giovinezza címen 1968-ban.
Több befolyásos filmrendezővel dolgozott együtt, beleértve Bernardo Bertoluccit, akinek hosszú ideig az állandó alkotótársa volt, valamint fényképezett még Francis Ford Coppola és Warren Beatty rendezőknek.
A filmjei között szerepel a A megalkuvó, az Utolsó tangó Párizsban, Az utolsó császár, Apokalipszis most, Bulworth, Oltalmazó ég, Tucker: The Man and His Dream, Ladyhawke és Tango.
Storaro első amerikai mainstream filmje a Apokalipszis most című háborús filmdráma volt, amit Francis Ford Coppola rendezett 1979-ben. A film Oscar-díjat hozott a számára. Coppola Storarónak teljes szabadságot adott a film látványvilágának megteremtésében. Később szintén elnyerte még a legjobb operatőr Oscar-díját az 1981-es Vörösök és az 1987-es Az utolsó császár című filmekért.
Storaro az operatőr szakma mestere, saját filozófiával ami nagyrészt Goethe színelméletén alapul, ami a különböző színek más-más pszichológiai hatását taglalja, és hogy a színek miként befolyásolnak minket egyes szituációk érzékelésében. Kísérletezett egy új filmformátum, az Univisium létrehozásával, ezidáig kevés sikerrel. 2002-ben Storaro megjelentette könyvét, amelyben részletesen taglalja fényképezési filozófiáját, és amelyet egy sorozat első tagjának szán.
Storaro többnyire elegáns és színpompás öltözékekben mutatkozik. Francis Ford Coppola egyszer azt mondta rá, hogy ő az egyetlen ember, aki ha a létráról egy tócsába zuhanna egy fehér öltönyben, utána nem lenne sáros.

## Filmjei
| - 2010 Rigoletto - 2005 Isten bárányai - 2002 Zapata - 2001 Dűne - 1999 Goya - 1999 Mirka - 1998 Tangó - 1998 Nyomd a sódert! - 1996 Taxi, Madrid - 1995 Flamenco - 1992 A kis Buddha - 1992 Tosca - 1990 Dick Tracy - 1990 Oltalmazó ég - 1989 New York-i történetek - 1988 Tucker, az autóbolond - 1987 Ishtar - 1987 Az utolsó császár - 1986 Nagy Péter - 1984 Sólyomasszony | - 1983 Wagner - 1982 Szívbéli - 1981 Vörösök - 1980 Tarzan, a majomember - 1979 A Hold - 1979 Apokalipszis most I.-II. - 1978 Hová tűnt Agatha Christie? - 1976 A botrány - 1975 Huszadik század - 1974 Nyomok - 1973 Giordano Bruno - 1973 Bleu Gang - 1973 Gonoszság - 1972 Az utolsó tangó Párizsban - 1971 Isten veled, kegyetlen testvér! - 1970 A megalkuvó - 1970 Pókstratégia - 1969 Bűntény a teniszpályán - 1967 Fiatalság, fiatalság |

## Díjai
- Nastro d’Argento díj (1967, 1969)
- Gianni di Venanzo-díj (1970)
- az amerikai filmkritikusok díja (1972)
- Oscar-díj (1980, 1982, 1988)
- a Los Angeles-i filmkritikusok díja (1981, 1987)
- a New York-i filmkritikusok díja (1987, 1990)
- David di Donatello-díj (1988) Az utolsó császár
- a bostoni filmkritikusok díja (1988) Az utolsó császár
- Ezüst Szalag díj (1991, 1994, 1999)
- BAFTA-díj (1991) Oltalmazó ég
- a toruni szemle életműdíja (1994)
- Cameraimage életműdíj (1994)
- cannes-i technikai nagydíj (1998)
- Ezüst Kondor-díj (1999) Tangó
- Félix-díj (2000)
- Goya-díj (2000) Goya
- Arany Kamera díj (2000)
- Emmy-díj (2001) A Dűne
- a taorminai fesztivál életműdíja (2001)
- az amerikai operatőrök társaságának életműdíja (2001)
- locarnói életműdíj (2005)

## Külső hivatkozások
- Vittorio Storaro az Internet Movie Database oldalon (angolul)
- Vittorio Storaro a PORT.hu-n (magyarul)